# Гебоая
Гебоая (рум. Gheboaia) — село у повіті Димбовіца в Румунії. Входить до складу комуни Фінта.
Село розташоване на відстані 49 км на північний захід від Бухареста, 26 км на південний схід від Тирговіште, 95 км на південь від Брашова.

## Населення
За даними перепису населення 2002 року у селі проживали 2314 осіб. Рідною мовою 2313 осіб (> 99,9%) назвали румунську.
Національний склад населення села:
| Національність | Кількість осіб | Відсоток |
| -------------- | -------------- | -------- |
| румуни         | 2299           | 99,4%    |
| цигани         | 15             | 0,6%     |